# Großer Preis von Brasilien 1998
Der Große Preis von Brasilien 1998 (offiziell XXVII Grande Prêmio Marlboro do Brasil) fand am 29. März auf dem Autódromo José Carlos Pace in São Paulo statt und war das zweite Rennen der Formel-1-Weltmeisterschaft 1998.

## Bericht

### Hintergrund
Nach dem Großen Preis von Australien führte Mika Häkkinen in der Fahrerwertung mit vier Punkten vor David Coulthard und mit sechs Punkten vor Heinz-Harald Frentzen. In der Konstrukteurswertung führte McLaren-Mercedes mit zehn Punkten vor Williams-Mecachrome und mit 13 Punkten vor Ferrari. 
Mehrere Teams, allen voran Ferrari, legten offiziell Protest bei der FIA ein. Der Grund war das komplexe Bremssystem bei McLaren, welches es dem Fahrer erlaubte, die Bremsen bei den Hinterrädern verschieden und eigenständig einzustellen, was für zusätzliche Traktion bei Kurven sorgte. Nachdem auch schon Sauber, Jordan und Williams damit experimentierten, wurde das System von der FIA als illegal deklariert, obwohl es vor der Saison offiziell erlaubt wurde. McLaren legte keinen Einspruch ein und verlautbarte, das System während des ganzen Rennwochenendes nicht einzusetzen. 
Nach dem Rennen in Australien konnten neun Container voll Material von Minardi nicht wie geplant zurück nach Europa geflogen werden, da das zuständige Transportflugzeug überladen war. Nachdem man das Equipment wieder zurückerlangt hatte, legte man Testtage in Mugello ein. Die Tests wurden von Shinji Nakano und dem Testfahrer Laurent Redon absolviert, Esteban Tuero bekam aufgrund der intensiven Tests vor dem ersten Saisonrennen Urlaub um sich in Ruhe auf die kommenden Rennen vorzubereiten.
Mit Michael Schumacher (zweimal), Damon Hill und Jacques Villeneuve (jeweils einmal) traten drei ehemaligen Sieger zu diesem Grand Prix an.

### Training

#### Freitagstraining
Häkkinen holte sich vor seinem Teamkollegen Coulthard mit 1:18,573 Minuten die Bestzeit. Erst nach mehr als einer Sekunde kam auf Platz drei Ralf Schumacher. Villeneuve und Michael Schumacher belegten Platz zehn und elf. Olivier Panis verursachte während des Trainings einen schweren Unfall, wo unter anderem Johnny Herbert, Ralf Schumacher, Giancarlo Fisichella sowie Villeneuve involviert waren. Hill schlug eigenständig in die Begrenzungsmauer beim Boxeneingang ein. Alle Beteiligten kamen ohne Verletzungen davon. Bis auf Herbert, der aufgrund des Unfalls nur eine Rundenzeit von 2:06,081 Minuten erreichte, waren alle Fahrer innerhalb von viereinhalb Sekunden platziert. 

#### Samstagstraining
Erneut holten sich die McLaren rund um Häkkinen und Coulthard Platz eins und zwei, und wieder lag um mehr als eine Sekunde der Drittplatzierte dahinter, diesmal Frentzen. Michael Schumacher holte sich Platz sieben, Villeneuve wurde elfter. Alle Fahrer lagen innerhalb von etwa vier Sekunden platziert. 

### Qualifying
Zum dritten Mal holten sich Häkkinen und Coulthard die Plätze eins und zwei, dahinter folgen Frentzen, erneut mit einer Sekunde Rückstand, Michael Schumacher, Alexander Wurz, Eddie Irvine und Fisichella. Villeneuve konnte sich nur für Platz zehn platzieren, direkt vor Hill. Es war das 34. Mal, dass McLaren die erste Startreihe besetzte. Alle Fahrer waren innerhalb von vier Sekunden platziert.

### Warm-Up
Zum vierten Mal holte sich Häkkinen vor Coulthard die schnellste Zeit mit 1:19,394 Minuten. Damit holte sich McLaren in jeder Session die Bestzeit sowie die zweitbeste Zeit, jeweils immer mit mindestens einer Sekunde Vorsprung auf den Drittplatzierten. Diesmal holte sich Irvine vor Schumacher Platz drei, dahinter folgen Rubens Barrichello, Villeneuve, Frentzen und Wurz. Alle Fahrer waren innerhalb von dreieinhalb Sekunden platziert.

### Rennen
Als das Rennen startete, konnte Häkkinen seine Pole-Position erfolgreich verteidigen, und sich auch erfolgreich absetzen. Nach der ersten gefahrenen Runde betrug der Vorsprung zwischen Häkkinen und dem zweiten Coulthard eine Sekunde beziehungsweise drei Sekunden vor dem dritten Frentzen. Ralf Schumacher drehte sich, noch bevor er eine Runde beendet hat, raus. Sein Bruder erwischte es nicht besser, denn er fiel beim Start hinter seinem Teamkollegen Irvine zurück. 
Nach 18 Runden lag das McLaren-Duo rund 23 Sekunden vor Michael Schumacher, der mittlerweile seinen Teamkollegen überholen konnte. Doch in der nächsten Runde verbockte das Ferrari-Team den Boxenstopp des Deutschen. Erst nach 13,6 Sekunden Stehzeit, rund die doppelte Stehzeit als normal, konnte er wieder Richtung Boxenausfahrt fahren. Bei der Start-Ziel-Geraden überholte Wurz mit Windschattenüberschuss Frentzen, während Michael Schumacher wieder aus der Boxengasse beschleunigen konnte. Am Ende der Boxenstraße konnte jedoch Michael Schumacher seinen vierten Platz trotz des misslungenen Boxenstopps verteidigen. 
Das restliche Rennen war nicht sonderlich spektakulär, die McLaren waren den anderen Teams einfach übermächtig. Weder Ferrari noch das Weltmeisterteam vom Vorjahr, Williams, konnten der Dominanz etwas entgegensetzen. Häkkinen gewann schlussendlich sein drittes Formel-1-Rennen vor Coulthard und Michael Schumacher. Wurz wurde Vierter, Frentzen Fünfter und Fisichella Sechster.
Häkkinen sicherte sich zudem mit 1:19,337 Minuten die schnellste Runde.
Sowohl in der Fahrer- als auch in der Konstrukteurswertung blieben die ersten drei Positionen unverändert.
Hill wurde nachträglich aufgrund Untergewichts des Wagens disqualifiziert.

## Meldeliste
| Team                         | Nr. | Fahrer                | Chassis        | Motor                   | Reifen |
| ---------------------------- | --- | --------------------- | -------------- | ----------------------- | ------ |
| Winfield Williams            | 01  | Jacques Villeneuve    | Williams FW20  | Mecachrome 3.0 V10      | G      |
| Winfield Williams            | 02  | Heinz-Harald Frentzen | Williams FW20  | Mecachrome 3.0 V10      | G      |
| Scuderia Ferrari Marlboro    | 03  | Michael Schumacher    | Ferrari F300   | Ferrari 3.0 V10         | G      |
| Scuderia Ferrari Marlboro    | 04  | Eddie Irvine          | Ferrari F300   | Ferrari 3.0 V10         | G      |
| Mild Seven Benetton Playlife | 05  | Giancarlo Fisichella  | Benetton B198  | Playlife 3.0 V10        | B      |
| Mild Seven Benetton Playlife | 06  | Alexander Wurz        | Benetton B198  | Playlife 3.0 V10        | B      |
| West McLaren Mercedes        | 07  | David Coulthard       | McLaren MP4/13 | Mercedes-Benz 3.0 V10   | B      |
| West McLaren Mercedes        | 08  | Mika Häkkinen         | McLaren MP4/13 | Mercedes-Benz 3.0 V10   | B      |
| Benson & Hedges Jordan       | 09  | Damon Hill            | Jordan 197     | Mugen-Honda 3.0 V10     | G      |
| Benson & Hedges Jordan       | 10  | Ralf Schumacher       | Jordan 197     | Mugen-Honda 3.0 V10     | G      |
| Gauloises Prost Peugeot      | 11  | Olivier Panis         | Prost AP01     | Peugeot 3.0 V10         | B      |
| Gauloises Prost Peugeot      | 12  | Jarno Trulli          | Prost AP01     | Peugeot 3.0 V10         | B      |
| Red Bull Sauber Petronas     | 14  | Jean Alesi            | Sauber C17     | Petronas 3.0 V10        | G      |
| Red Bull Sauber Petronas     | 15  | Johnny Herbert        | Sauber C17     | Petronas 3.0 V10        | G      |
| Danka Zepter Arrows          | 16  | Pedro Diniz           | Arrows A19     | Arrows 3.0 V10          | B      |
| Danka Zepter Arrows          | 17  | Mika Salo             | Arrows A19     | Arrows 3.0 V10          | B      |
| Stewart Ford                 | 18  | Rubens Barrichello    | Stewart SF2    | Ford Zetec-R 3.0 V10    | B      |
| Stewart Ford                 | 19  | Jan Magnussen         | Stewart SF2    | Ford Zetec-R 3.0 V10    | B      |
| Tyrrell                      | 20  | Ricardo Rosset        | Tyrrell 026    | Ford Zetec-R/97 3.0 V10 | G      |
| Tyrrell                      | 21  | Toranosuke Takagi     | Tyrrell 026    | Ford Zetec-R/97 3.0 V10 | G      |
| Fondmetal Minardi Team       | 22  | Shinji Nakano         | Minardi M198   | Ford Zetec-R/97 3.0 V10 | B      |
| Fondmetal Minardi Team       | 23  | Esteban Tuero         | Minardi M198   | Ford Zetec-R/97 3.0 V10 | B      |

## Klassifikation

### Qualifying
| Pos.                                                                       | Fahrer                | Konstrukteur        | Zeit     | Start |
| -------------------------------------------------------------------------- | --------------------- | ------------------- | -------- | ----- |
| 01                                                                         | Mika Häkkinen         | McLaren-Mercedes    | 1:17,092 | 01    |
| 02                                                                         | David Coulthard       | McLaren-Mercedes    | 1:17,757 | 02    |
| 03                                                                         | Heinz-Harald Frentzen | Williams-Mecachrome | 1:18,109 | 03    |
| 04                                                                         | Michael Schumacher    | Ferrari             | 1:18,250 | 04    |
| 05                                                                         | Alexander Wurz        | Benetton-Playlife   | 1:18,261 | 05    |
| 06                                                                         | Eddie Irvine          | Ferrari             | 1:18,449 | 06    |
| 07                                                                         | Giancarlo Fisichella  | Benetton-Playlife   | 1:18,652 | 07    |
| 08                                                                         | Ralf Schumacher       | Jordan-Mugen-Honda  | 1:18,735 | 08    |
| 09                                                                         | Olivier Panis         | Prost-Peugeot       | 1:18,753 | 09    |
| 10                                                                         | Jacques Villeneuve    | Williams-Mecachrome | 1:18,761 | 10    |
| 11                                                                         | Damon Hill            | Jordan-Mugen-Honda  | 1:18,988 | 11    |
| 12                                                                         | Jarno Trulli          | Prost-Peugeot       | 1:19,069 | 12    |
| 13                                                                         | Rubens Barrichello    | Stewart-Ford        | 1:19,344 | 13    |
| 14                                                                         | Johnny Herbert        | Sauber-Petronas     | 1:19,375 | 14    |
| 15                                                                         | Jean Alesi            | Sauber-Petronas     | 1:19,449 | 15    |
| 16                                                                         | Jan Magnussen         | Stewart-Ford        | 1:19,644 | 16    |
| 17                                                                         | Toranosuke Takagi     | Tyrrell-Ford        | 1:20,203 | 17    |
| 18                                                                         | Shinji Nakano         | Minardi-Ford        | 1:20,390 | 18    |
| 19                                                                         | Esteban Tuero         | Minardi-Ford        | 1:20,459 | 19    |
| 20                                                                         | Mika Salo             | Arrows              | 1:20,481 | 20    |
| 21                                                                         | Ricardo Rosset        | Tyrrell-Ford        | 1:20,748 | 21    |
| 22                                                                         | Pedro Diniz           | Arrows              | 1:20,847 | 22    |
| 107-Prozent-Zeit: 1:22,488 min (bezogen auf die Bestzeit von 1:17,092 min) |                       |                     |          |       |

### Rennen
| Pos. | Fahrer                | Konstrukteur        | Runden | Stopps | Zeit        | Start | Schnellste Runde |
| ---- | --------------------- | ------------------- | ------ | ------ | ----------- | ----- | ---------------- |
| 01   | Mika Häkkinen         | McLaren-Mercedes    | 72     | 1      | 1:37:11,747 | 01    | 1:19,337         |
| 02   | David Coulthard       | McLaren-Mercedes    | 72     | 1      | + 1,102     | 02    | 1:19,646         |
| 03   | Michael Schumacher    | Ferrari             | 72     | 2      | + 1:00,550  | 04    | 1:19,627         |
| 04   | Alexander Wurz        | Benetton-Playlife   | 72     | 1      | + 1:07,453  | 05    | 1:19,863         |
| 05   | Heinz-Harald Frentzen | Williams-Mecachrome | 71     | 2      | + 1 Runde   | 03    | 1:20,271         |
| 06   | Giancarlo Fisichella  | Benetton-Playlife   | 71     | 1      | + 1 Runde   | 07    | 1:20,010         |
| 07   | Jacques Villeneuve    | Williams-Mecachrome | 71     | 2      | + 1 Runde   | 10    | 1:20,129         |
| 08   | Eddie Irvine          | Ferrari             | 71     | 2      | + 1 Runde   | 06    | 1:20,378         |
| 09   | Jean Alesi            | Sauber-Petronas     | 71     | 1      | + 1 Runde   | 15    | 1:20,623         |
| 10   | Jan Magnussen         | Stewart-Ford        | 70     | 2      | + 2 Runde   | 16    | 1:20,991         |
| 11   | Johnny Herbert        | Sauber-Petronas     | 67     | 1      | + 5 Runden  | 14    | 1:21,456         |
| –    | Olivier Panis         | Prost-Peugeot       | 63     | 1      | DNF         | 09    | 1:20,449         |
| –    | Rubens Barrichello    | Stewart-Ford        | 56     | 1      | DNF         | 13    | 1:21,758         |
| –    | Ricardo Rosset        | Tyrrell-Ford        | 52     | 2      | DNF         | 21    | 1:23,342         |
| –    | Esteban Tuero         | Minardi-Ford        | 44     | 1      | DNF         | 19    | 1:23,293         |
| –    | Pedro Diniz           | Arrows              | 26     | 0      | DNF         | 22    | 1:22,969         |
| –    | Toranosuke Takagi     | Tyrrell-Ford        | 19     | 0      | DNF         | 17    | 1:23,226         |
| –    | Mika Salo             | Arrows              | 18     | 0      | DNF         | 20    | 1:23,565         |
| –    | Jarno Trulli          | Prost-Peugeot       | 17     | 0      | DNF         | 12    | 1:22,933         |
| –    | Shinji Nakano         | Minardi-Ford        | 3      | 0      | DNF         | 18    | 1:24,475         |
| –    | Ralf Schumacher       | Jordan-Mugen-Honda  | 0      | 0      | DNF         | 08    | –                |
| DSQ  | Damon Hill            | Jordan-Mugen-Honda  | 70     | 1      | + 2 Runden  | 11    | 1:21,035         |

Anmerkungen
1. ↑  Herbert musste aufgrund körperlicher Beschwerden vorzeitig aufgeben.
2. ↑  Hill wurde nachträglich aufgrund von zu geringem Gewichts disqualifiziert.

## WM-Stände nach dem Rennen
Die ersten sechs des Rennens bekamen 10, 6, 4, 3, 2 bzw. 1 Punkt(e).

### Fahrerwertung
| Pos. | Fahrer                | Konstrukteur        | Punkte |
| ---- | --------------------- | ------------------- | ------ |
| 01   | Mika Häkkinen         | McLaren-Mercedes    | 20     |
| 02   | David Coulthard       | McLaren-Mercedes    | 12     |
| 03   | Heinz-Harald Frentzen | Williams-Mecachrome | 6      |
| 04   | Michael Schumacher    | Ferrari             | 4      |
| 05   | Alexander Wurz        | Benetton-Playlife   | 3      |
| 06   | Eddie Irvine          | Ferrari             | 3      |
| 07   | Jacques Villeneuve    | Williams-Renault    | 2      |
| 08   | Johnny Herbert        | Sauber-Petronas     | 1      |
| 09   | Giancarlo Fisichella  | Benetton-Playlife   | 1      |
| 10   | Damon Hill            | Jordan-Mugen-Honda  | 0      |
| 11   | Olivier Panis         | Prost-Peugeot       | 0      |

| Pos. | Fahrer             | Konstrukteur       | Punkte |
| ---- | ------------------ | ------------------ | ------ |
| 12   | Jean Alesi         | Sauber-Petronas    | 0      |
| 13   | Jan Magnussen      | Stewart-Ford       | 0      |
| –    | Jarno Trulli       | Prost-Peugeot      | 0      |
| –    | Ricardo Rosset     | Tyrrell-Ford       | 0      |
| –    | Mika Salo          | Arrows             | 0      |
| –    | Esteban Tuero      | Minardi-Ford       | 0      |
| –    | Shinji Nakano      | Minardi-Ford       | 0      |
| –    | Pedro Diniz        | Arrows             | 0      |
| –    | Ralf Schumacher    | Jordan-Mugen-Honda | 0      |
| –    | Toranosuke Takagi  | Tyrrell-Ford       | 0      |
| –    | Rubens Barrichello | Stewart-Ford       | 0      |

### Konstrukteurswertung
| Pos. | Konstrukteur        | Punkte |
| ---- | ------------------- | ------ |
| 01   | McLaren-Mercedes    | 32     |
| 02   | Williams-Mecachrome | 8      |
| 03   | Ferrari             | 7      |
| 04   | Benetton-Playlife   | 4      |
| 05   | Sauber-Petronas     | 1      |
| 06   | Jordan-Mugen-Honda  | 0      |

| Pos. | Konstrukteur  | Punkte |
| ---- | ------------- | ------ |
| 07   | Prost-Peugeot | 0      |
| 08   | Stewart-Ford  | 0      |
| –    | Tyrrell-Ford  | 0      |
| –    | Arrows        | 0      |
| –    | Minardi-Ford  | 0      |